# Furth bei Göttweig
Pour les articles homonymes, voir Furth.
Furth bei Göttweig est un bourg du district de Krems dans l'état fédéral de Basse-Autriche.
La population est de 2 807 habitants au 1er janvier 2010.

## Patrimoine
Sur le territoire de la commune se situe l'abbaye de Göttweig, où se déroule notamment tous les ans le Forum européen de Wachau.

## Jumelages
Le bourg de Furth bei Göttweig est jumelé avec :
- Furth im Wald (Allemagne) depuis 1991 ;
- Ludres (France) depuis 1998 ;
- Domažlice (Tchéquie) depuis 2002.